# Moses Strauss
Moses Strauss (* 20. Dezember 1887 in Eschau; † 1981) war ein deutscher Arzt, Autor und kurzzeitig Gemeindevorsteher der orthodoxen jüdischen Gemeinde in Heilbronn.

## Leben
Strauss studierte in München und Berlin Medizin und arbeitete vor dem Ersten Weltkrieg als praktischer Arzt und Badearzt in Bad Mergentheim. Er nahm ab August 1914 als Arzt am Ersten Weltkrieg teil. 1916 war er ein halbes Jahr dem Ersatzbataillon in Heilbronn zugeteilt, wo er sich nach dem Krieg niederließ. Er baute ab 1919 ein gutgehende Praxis auf. 1921 heiratete er Elsa Wolf, die aus Baden in der Schweiz kam. Aus der Ehe gingen die drei Kinder Walter (* 1922), Edith (* 1926) und Ernst (* 1928) hervor.
Nach dem Tod von Heinrich Scheuer wurde Strauss 1936 Vorsteher der Adass Jeschurun, einer orthodoxen jüdischen Gemeinde in Heilbronn. Er emigrierte am 20. Dezember 1937 nach Liechtenstein. Da er dort nicht als Arzt praktizieren durfte, begann er, zahlreiche populärmedizinische Werke zu verfassen, die er als Mosy Strauss veröffentlichte. Nach 1947 lebte er in der Schweiz, ab 1950 in Zürich, wo er eine psychologische Praxis führte. Er starb 1981 und ist in Zürich begraben. Nach ihm ist an der Universität Haifa das Dr. Moses Strauss Department of Marine Geosciences benannt.

## Werke
- Blutungen und Ausfluss. Wesen, Vorbeugung, Erkennung, Heilung. Zürich: Verlag für Wissenschaft, Technik und Industrie 1943

- Im Albert-Müller-Verlag, Bern:
  - Das Kind gesund und krank
  - Blutungen und Ausfluß
  - Dein Blutdruck
  - Rheuma
- Im Verlag Edizione Mediterranea, Roma:
  - Le malattie reumatiche